# Creuse (megye)
Creuse (IPA: [kʁøz], okcitánul Cruesa vagy Crosa) Franciaország egyik megyéje (département) Új-Aquitania régióban. Székhelye (prefektúrája) Guéret. Korábban az azóta megszűnt Limousin régióhoz tartozott.

## Természetföldrajz
A Francia-középhegység nyugati részén fekszik. A Creuse folyó halad át rajta.

## Történelem
A francia forradalom 1790. március 4-ei törvénye alapján jött létre nagyrészt Marche tartományból.

## Közigazgatás

Creuse megye települései kerületenként

A megye két kerületre (arrondissement) oszlik:
- Aubusson kerület
- Guéret kerület

Lásd még:
- Creuse megye községei
- Creuse megye kantonjai
- Creuse megye településtársulásai

### Legnépesebb települések

Creuse megye nagyobb települései, folyói és főbb útvonalai

| #   | Név                          | INSEE-kód | Kerület  | Terület (km²) | Népesség (fő, 2019) | Népsűrűség (fő/km²) |
| --- | ---------------------------- | --------- | -------- | ------------- | ------------------- | ------------------- |
| 1.  | Guéret                       | 23096     | Guéret   | 26,21         | 12 734              | 486                 |
| 2.  | La Souterraine               | 23176     | Guéret   | 37,07         | 4982                | 134                 |
| 3.  | Aubusson                     | 23008     | Aubusson | 19,21         | 3248                | 169                 |
| 4.  | Sainte-Feyre                 | 23193     | Guéret   | 29,99         | 2482                | 83                  |
| 5.  | Bourganeuf                   | 23030     | Guéret   | 22,54         | 2478                | 110                 |
| 6.  | Saint-Sulpice-le-Guérétois   | 23245     | Guéret   | 36,18         | 1935                | 53                  |
| 7.  | Saint-Vaury                  | 23247     | Guéret   | 46,50         | 1738                | 37                  |
| 8.  | Gouzon                       | 23093     | Aubusson | 50,03         | 1567                | 31                  |
| 9.  | Felletin                     | 23079     | Aubusson | 13,74         | 1550                | 113                 |
| 10. | Fursac                       | 23192     | Guéret   | 59,03         | 1466                | 25                  |
| 11. | Ahun                         | 23001     | Guéret   | 33,74         | 1410                | 42                  |
| 12. | Bonnat                       | 23025     | Guéret   | 45,79         | 1342                | 29                  |
| 13. | Évaux-les-Bains              | 23076     | Aubusson | 45,55         | 1328                | 29                  |
| 14. | Boussac                      | 23031     | Aubusson | 1,48          | 1249                | 844                 |
| 15. | Saint-Maurice-la-Souterraine | 23219     | Guéret   | 39,72         | 1222                | 31                  |